# Beautiful Days (película)
Beautiful Days (en hangul, 뷰티풀 데이즈; romanización revisada del coreano: Byutipul Deijeu) es una película dramática surcoreana de 2018, escrita y dirigida por Jéro Yun (también conocido como Yoon Jae-ho) y protagonizada por Lee Na-young y Jang Dong-yoon.

## Sinopsis
Un joven chino de ascendencia coreana va a Seúl en busca de su madre, que lo abandonó junto al padre catorce años atrás. Para su amarga sorpresa, la encuentra trabajando en un bar de alterne y con un nuevo compañero que parece ser el portero del lugar. Después del rechazo inicial, que termina con un episodio de violencia, comienza a aflorar el pasado de ella y las causas por las que abandonó a la familia.

## Reparto
- Lee Na-young como la madre de Zhen Chen.[3][4]
- Jang Dong-yoon como Zhen Chen.[5]
- Oh Kwang-rok como el padre de Zhen Chen.[6]
- Lee Yoo-jun como el proxeneta Hwang.
- Seo Hyun-woo como el nuevo compañero de la madre.[7]
- Kim Deok-joo como la abuela de Zhen Chen.
- Park Chang-hee como el abuelo de Zhen Chen.
- Seol Woo-hyung como Zen Chen de niño.
- Kim Ah-ra como compañera de cuarto de la madre.
- Jung Joon-hwa como compañera de trabajo de la madre.
- Kwak Jin como profesor universitario.
- Lee Jung-joon como invitado chino borracho.[8]
- Kim Hyun-joo como vendedor de la tienda.

## Producción
Es la primera película de su guionista y director Jéro Yun, nacido en Busan pero formado en Francia, y que anteriormente había rodado un documental relacionado temáticamente con ella (Mrs B. A North Korean Woman), pues en ambos aparece la situación discriminatoria de los norcoreanos que se han refugiado en Corea del Sur.
El presupuesto de la película fue inferior a los 300000 dólares y se rodó en quince días, solo en Corea, incluidas las partes ambientadas en China. También la producción fue muy rápida, un mes desde el momento en que aceptó Lee Na-young, aunque Jéro Yun había trabajado en el guion gráfico durante cinco años. A partir de ahí fue importante el trabajo en la fotografía de Kim Jong-sun.
El rodaje se realizó entre octubre y noviembre de 2017. Para Lee Na-young, fue su primera película tras una ausencia de cinco años.

## Estreno y recepción
Beautiful Days se estrenó el 4 de octubre de 2018, como título de apertura del Festival Internacional de Cine de Busan. El director  Jéro Yun y los actores Lee Na-young, Jang Dong-yoon, Oh Kwang-rok, Lee Yu-jun y Seo Hyun-woo asistieron al evento de alfombra roja.
El estreno en sala llegó el 21 de noviembre. Se exhibió en 142 pantallas para 7333 espectadores, que dejaron una taquilla de 55 millones de wones.

### Crítica
Panos Kotzathanasis (HanCinema) destaca el aspecto visual de la película, «con las luces de neón que dominan los segmentos en Corea contrastando completamente con la desolación de los de China», así como la actuación convincente de todos los actores y en particular de Lee Na-young. Considera, sin embargo, que lo que podría haber sido una de las mejores películas del año gracias a sus primeros 80 minutos representa una oportunidad perdida debido a cómo la última parte la afea.
Para Clarence Tsui (The Hollywood Reporter), «Beautiful Days ciertamente hace honor a su título con sus fascinantes imágenes y valores de producción muy pulidos. Pero está abrumado por una narrativa cliché y binarios morales simplistas». Señala que los recursos técnicos, una gran cantidad de primeros planos, cortes de salto, secuencias en cámara lenta e iluminación estilizada [...] a veces amenazan con abrumar las actuaciones restringidas del elenco. Esto es especialmente cierto para la madre emocionalmente reprimida de Lee y el padre indefenso y frágil de Oh. Sus actuaciones silenciosamente hirvientes son un modelo para lograr más con menos».
Peter Debruge (Variety) comenta en su crítica que el director confía en la actriz para encarnar la evolución de su personaje «de una adolescente dócil y con coleta (no mayor que su hijo ahora y ya embarazada) a la trabajadora sexual aterrorizada a principios de la década de 2000 a la mujer fuerte y ferozmente independiente con una chaqueta de cuero roja que conocemos cuando comienza la película».